# Sivry-la-Perche
Sivry-la-Perche är en kommun i departementet Meuse i regionen Grand Est (tidigare regionen Lorraine) i nordöstra Frankrike. Kommunen ligger i kantonen Verdun-Ouest som tillhör arrondissementet Verdun. År 2022 hade Sivry-la-Perche 279 invånare.

## Befolkningsutveckling
Antalet invånare i kommunen Sivry-la-Perche
| Referens: INSEE |